# El Remanso, Mexiko
El Remanso är en ort i Mexiko.   Den ligger i kommunen Tantoyuca och delstaten Veracruz, i den sydöstra delen av landet, 220 km norr om huvudstaden Mexico City. El Remanso ligger 59 meter över havet och antalet invånare är 559.
Terrängen runt El Remanso är huvudsakligen platt, men åt sydväst är den kuperad. Runt El Remanso är det ganska tätbefolkat, med 108 invånare per kvadratkilometer. Närmaste större samhälle är Tantoyuca, 14,1 km öster om El Remanso. Trakten runt El Remanso består till största delen av jordbruksmark.